# Triolisme
 (mars 2021).
Si vous disposez d'ouvrages ou d'articles de référence ou si vous connaissez des sites web de qualité traitant du thème abordé ici, merci de compléter l'article en donnant les références utiles à sa vérifiabilité et en les liant à la section « Notes et références ».
Ne doit pas être confondu avec Ménage à trois ou Triangle amoureux.
« Trip à trois » redirige ici. Pour le film canadien de 2017, voir Le Trip à trois.
Cet article possède un paronyme, voir Trialisme.
Le triolisme ou plan à trois (parfois appelé « amour à trois » ou même encore « trip à trois » (au Québec)) est une pratique particulière de la sexualité de groupe impliquant trois partenaires.

## Description
Le triolisme est un rapport sexuel entre trois personnes, quel que soit leur genre et leur orientation sexuelle. Il existe une grande variété de positions sexuelles pour trois partenaires.

Exemples de configurations possibles
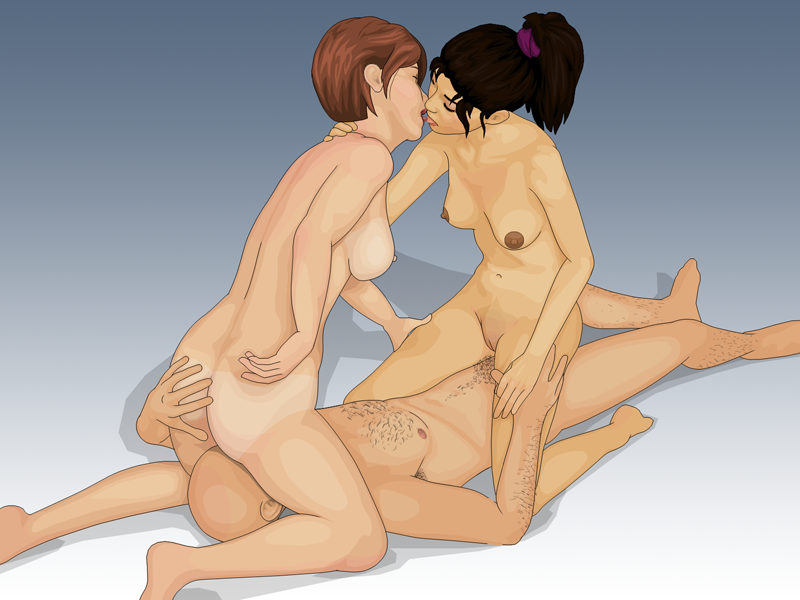
Un trio impliquant deux femmes et un homme.
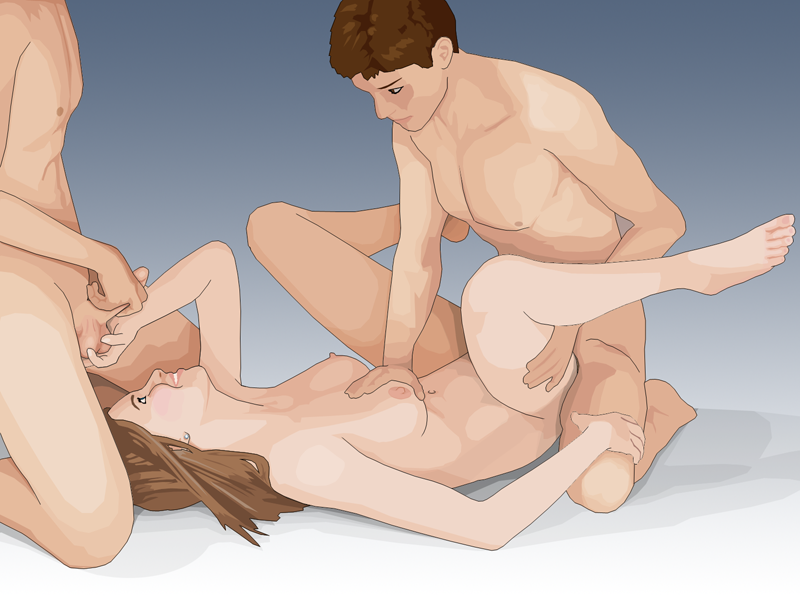
Un trio impliquant deux hommes et une femme.
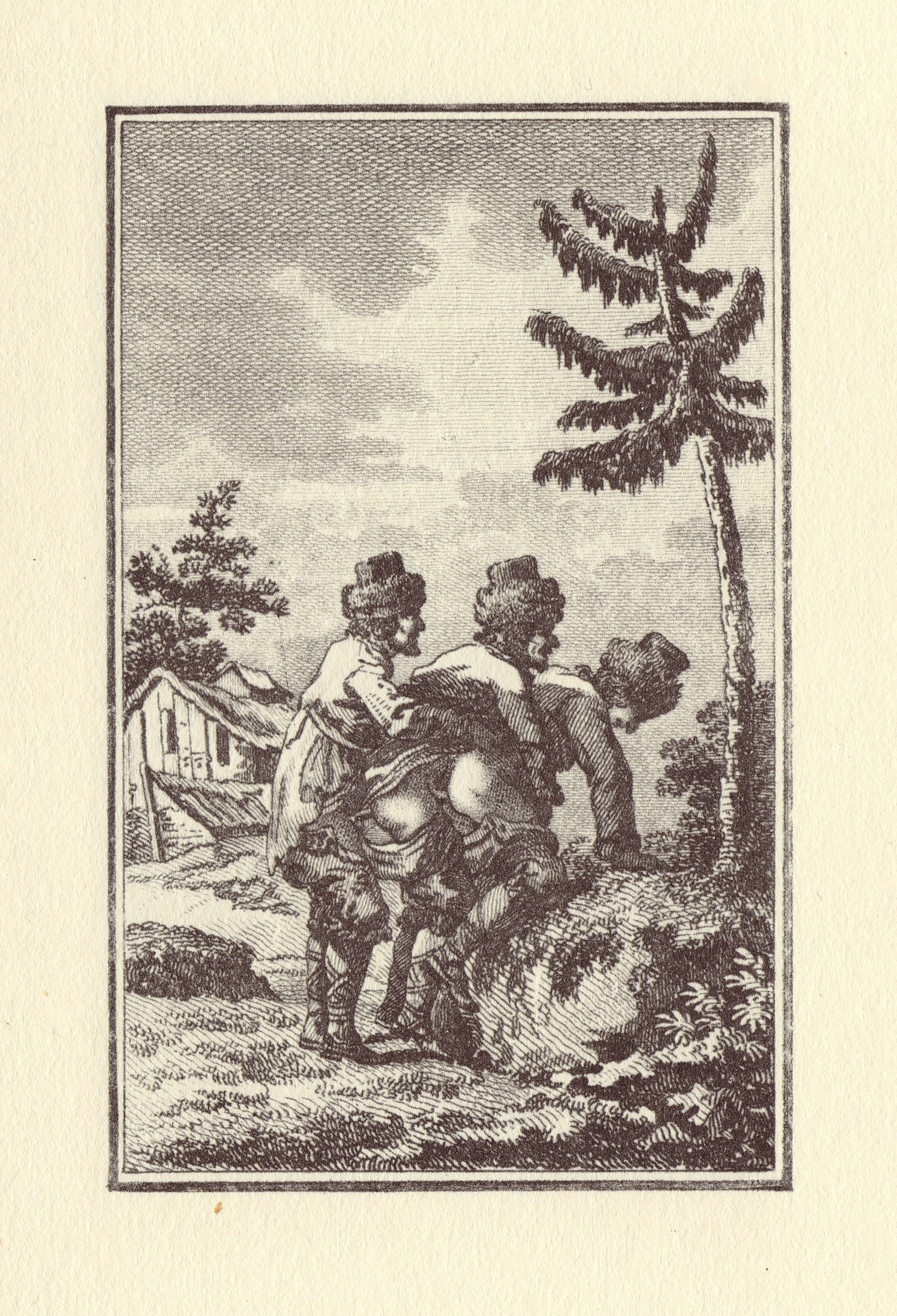
Un trio impliquant trois hommes.

Selon une enquête menée par Wyylde sur plus de 400 000 utilisateurs de la plateforme en 2024, le fantasme du plan à trois est partagé par 40 % des femmes, 37 % des hommes et 56 % des couples.

## Représentation dans les arts plastiques

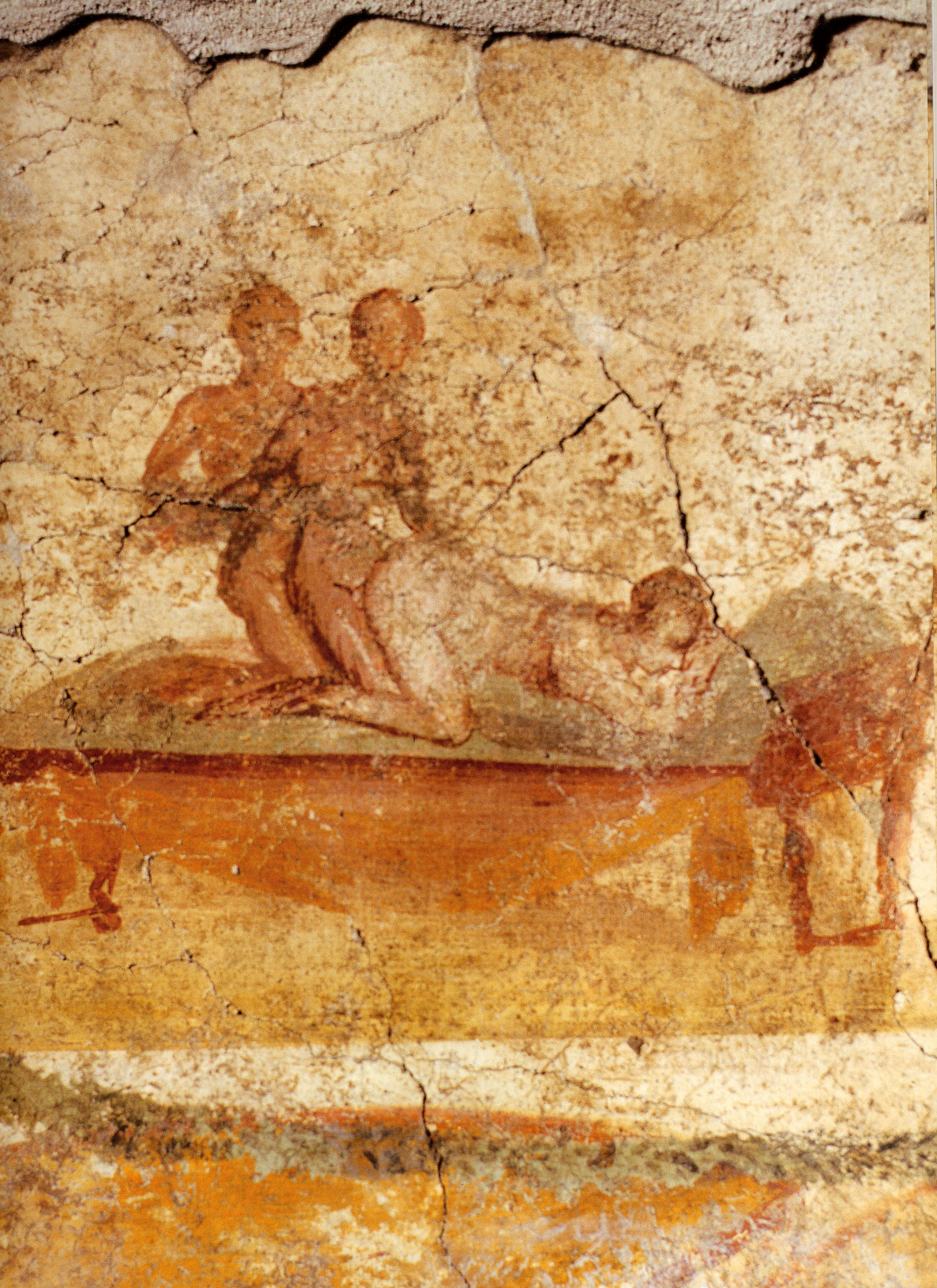
Deux hommes et une femme (Pompei, Ier siècle).
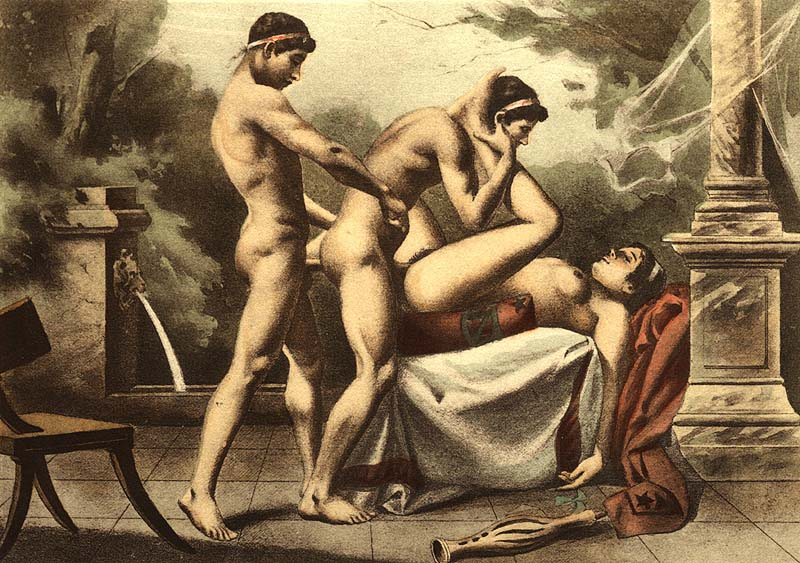
Deux hommes et une femme par Édouard-Henri Avril.
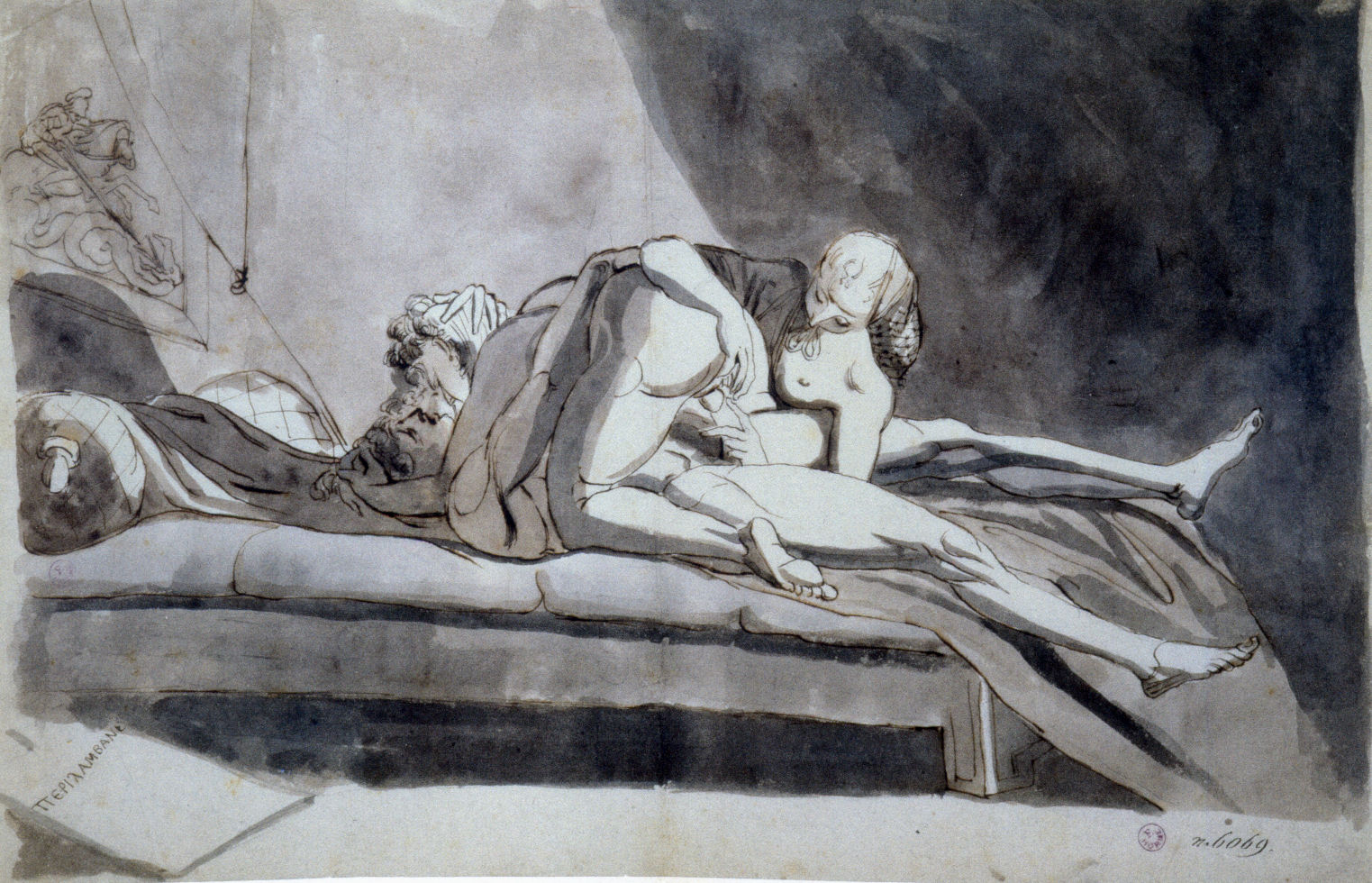
Deux femmes et un homme par Füssli.
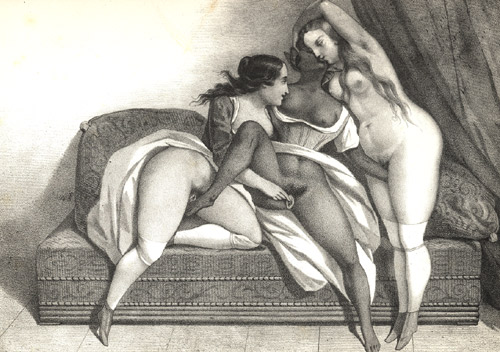
Trois femmes (lithographie anonyme, vers 1840).
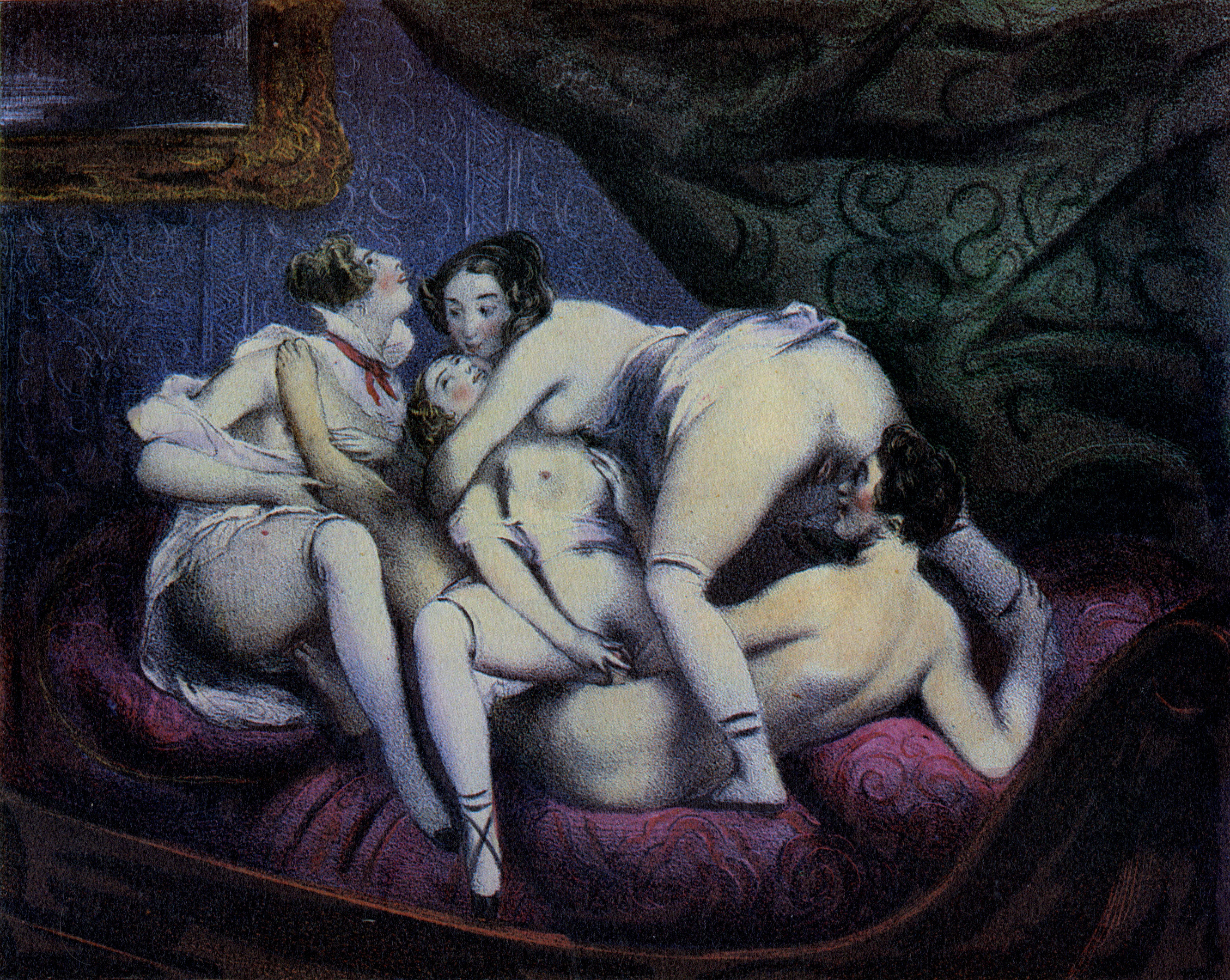
Illustration d’une scène de triolisme de Gamiani, ou deux nuits d’excès

## Confusion
Dans la chanson Trois Petits Chats, « la Mourre à trois » est un jeu de hasard et pas l'« amour à trois ».